# K-PAX (film)
K-PAX – amerykański film psychologiczny z 2001 roku w reżyserii Iaina Softleya na podstawie powieści Gene'a Brewera pod tym samym tytułem.

## Fabuła
K-PAX przedstawia historię Roberta Portera (Kevin Spacey), funkcjonującego pod imieniem prot (pisanym małą literą) pacjenta szpitala psychiatrycznego, oraz jego lekarza (Jeff Bridges), który w książce nazywa się Gene Brewer, a w filmie – Mark Powell. Prot utrzymuje, że pochodzi z planety K-PAX i przybył na Ziemię w celach badawczych, a pobyt w szpitalu ma służyć obserwacji ludzi. Jego podejście wywiera wpływ na innych pacjentów, którzy zaczynają wierzyć w jego pozaziemskie pochodzenie. Dr Powell/Brewer natomiast przypuszcza, że opowieści o planecie K-PAX są mechanizmem obronnym wobec traumatycznego doświadczenia.
Inteligencja prota, wiedza z zakresu astronomii oraz nietypowe właściwości fizyczne (wrażliwość na światło, percepcja ultrafioletu) i zdolność komunikacji ze zwierzętami mogą sugerować prawdziwość jego twierdzeń. Jednakże lekarz odkrywa pewne wskazówki, które skłaniają go do podtrzymania opinii, że prot jest osobą wymagającą leczenia psychiatrycznego.

## Motywy
Film K-PAX porusza tematy dotyczące ludzkiej tożsamości, traumy i sposobu postrzegania rzeczywistości. Główna postać demonstruje płynność granicy między chorobą psychiczną a innym sposobem widzenia świata. Prot pomaga innym pacjentom szpitala psychiatrycznego dzięki swojemu empatycznemu podejściu, podczas gdy tradycyjne metody leczenia okazują się nieskuteczne. K-PAX pokazuje również problemy wyobcowania i poszukiwania sensu życia, zestawiając naukowe wyjaśnienia z potrzebą wiary w coś więcej. Film prezentuje zderzenie stonowanego, racjonalnego podejścia do życia psychiatry z uduchowieniem prota.